# Nans-les-Pins
Nans-les-Pins [nɑ̃s le pɛ̃] est une commune française située dans le département du Var, en région Provence-Alpes-Côte d'Azur.

## Géographie

### Localisation
À l'ouest du Centre Var, la commune se situe au centre d'un triangle composé par trois agglomérations régionales importantes :
- Aix-en-Provence à 45 km au nord-ouest ;
- Marseille à 45 km au sud-ouest ;
- Toulon à 65 km au sud-sud-est.

### Géologie et relief
Le territoire de la commune est compris entre deux barres rocheuses : la Sainte-Baume et le Mont Aurélien.
La commune possède de vastes zones boisées représentant 75 % de son territoire, soit 3 604 ha.

### Hydrographie et les eaux souterraines
Le réseau hydrogéologique est issu de sources et de ressurgences (Cauron, Huveaune, ruisseau de Pierrefeu, l Lienne). Les bassins versants représentant au total 467 ha.
Cours d'eau sur la commune ou à son aval :
- rivière l'Huveaune[4] ;
- rivière le Cauron ;
- ruisseaux le Moulinet, de Peyruis.

### Climat
Pour des articles plus généraux, voir Climat de Provence-Alpes-Côte d'Azur et Climat du Var.
En 2010, le climat de la commune est de type climat méditerranéen franc, selon une étude du Centre national de la recherche scientifique s'appuyant sur une série de données couvrant la période 1971-2000. En 2020, Météo-France publie une typologie des climats de la France métropolitaine dans laquelle la commune est exposée à un climat méditerranéen et est dans la région climatique  Provence, Languedoc-Roussillon, caractérisée par une pluviométrie faible en été, un très bon ensoleillement (2 600 h/an), un été chaud (21,5 °C), un air très sec en été, sec en toutes saisons, des vents forts (fréquence de 40 à 50 % de vents > 5 m/s) et peu de brouillards. 
Pour la période 1971-2000, la température annuelle moyenne est de 13,2 °C, avec une amplitude thermique annuelle de 15,7 °C. Le cumul annuel moyen de précipitations est de 782 mm, avec 6,3 jours de précipitations en janvier et 2,1 jours en juillet. Pour la période 1991-2020, la température moyenne annuelle observée sur la station météorologique de Météo-France la plus proche, « Plan D'aups - Ste Baume_sapc », sur la commune de Plan-d'Aups-Sainte-Baume à 7 km à vol d'oiseau, est de 14,0 °C et le cumul annuel moyen de précipitations est de 1 001,8 mm. 
La température maximale relevée sur cette station est de 41,6 °C, atteinte le 28 juin 2019 ; la température minimale est de −8,9 °C, atteinte le 4 février 2012,,. 
Les paramètres climatiques de la commune ont été estimés pour le milieu du siècle (2041-2070) selon différents scénarios d'émission de gaz à effet de serre à partir des nouvelles projections climatiques de référence DRIAS-2020. Ils sont consultables sur un site dédié publié par Météo-France en novembre 2022.

### Sismicité
Il existe trois zones de sismicité dans le Var :
- zone 0 : risque négligeable. C'est le cas de bon nombre de communes du littoral varois, ainsi que d'une partie des communes du centre Var. Malgré tout, ces communes ne sont pas à l'abri d'un effet tsunami, lié à un séisme en mer ;
- zone Ia : risque très faible. Concerne essentiellement les communes comprises dans une bande allant de la montagne Sainte-Victoire au massif de l'Esterel ;
- zone Ib : risque faible. Ce risque, le plus élevé du département mais qui n'est pas le plus haut de l'évaluation nationale, concerne 21 communes du nord du département.

La commune de Nans-les-Pins est en zone sismique de très faible risque « Ia ».

### Voies de communications et transports

#### Voies routières
Ce village est traversé par la route départementale 80.
La commune est desservie par la départementale 1.
Le transport de matières dangereuses est limité aux axes de communication qui traversent la commune (RDN 560, RD 80, Rd 280 et RD 1).

#### Transports en commun
Le transport collectif est assuré par le réseau régional "Zou !".

## Toponymie
Les mentions les plus anciennes de cette localité sont : Nante 781, castrum Nantis 1001, Nans 1255, ecclesia de Nantibus v.1300, castri de Nantis 1363, Nans 1757, v.1850, Nans-les-Pins depuis 1919, Station de tourisme de Nans-les-Pins avril 1932.
Le nom de la commune vient du gaulois « nanto » qui désigne une vallée (souvent encaissée), une rivière, ou un torrent,. Ceci est directement en lien avec la situation de la commune installée dans la dépression où le Cauron prend sa source, au pied des falaises et barres rocheuses que constituent la chaîne de la Sainte-Baume et le Montmorin.
La racine « nanto » est très présente dans la toponymie, notamment dans les régions de relief calcaire, où on la trouve associée aux dépressions plus ou moins étroites et profondes que l'on y rencontre, comme dans les cas de Nant (Aveyron), Nantua (Ain) ou Nancy (Meurthe-et-Moselle) (voir Nancy#Toponymie pour d'autres précisions sur cette racine), et dans le cas présent (c.f. aussi homonyme Nans dans le Doubs).
Nans-les-Pins s'écrit Nans en occitan, aussi bien selon la norme classique de l'occitan qu'en provençal, norme mistralienne. Les panneaux routiers installés par la municipalité ont repris l'appendice administratif « les Pins » sous la forme Nans lei pin - lei étant d'ailleurs fautivement écrit leï.

## Histoire
Des vestiges prouvent une occupation dès le Néolithique.
Les dolmens et tumulus que l'on trouve sur le territoire de la commune attestent d'une présence continue depuis bien avant l'ère chrétienne (environ -650 av. J.-C.).
Les restes de l'oppidum de Sainte-Croix, dont ses remparts datés de l'âge du fer, permettent de savoir que les lieux étaient occupés à partir de l'an -200, et pour une période de deux siècles environ. Le nom originel du village, Nans, date de cette époque et vient d'un mot celte voulant dire vallée (le nom de Nans-les-Pins ne viendra qu'en 1919).
Avec le temps, le village a tourné autour de sa colline, étant à l'origine orienté au sud, et maintenant au nord. Toutefois, en septembre 1720, Marseille étant bouclée à cause de la grande peste, de nombreuses personnes trouvèrent refuge dans les ruines de l'ancien village, qui fut par contre-coup complètement abandonné ensuite.
Le 29 mars 1932, un décret du ministère des Travaux Publics et de la Marine Marchande classe Nans-les-Pins en Station touristique.
Le plan cadastral de la commune datant de 1809 est consultable sur le site Internet des archives départementales du Var, à l'adresse suivante.

## Politique et administration

### Budget et fiscalité 2019

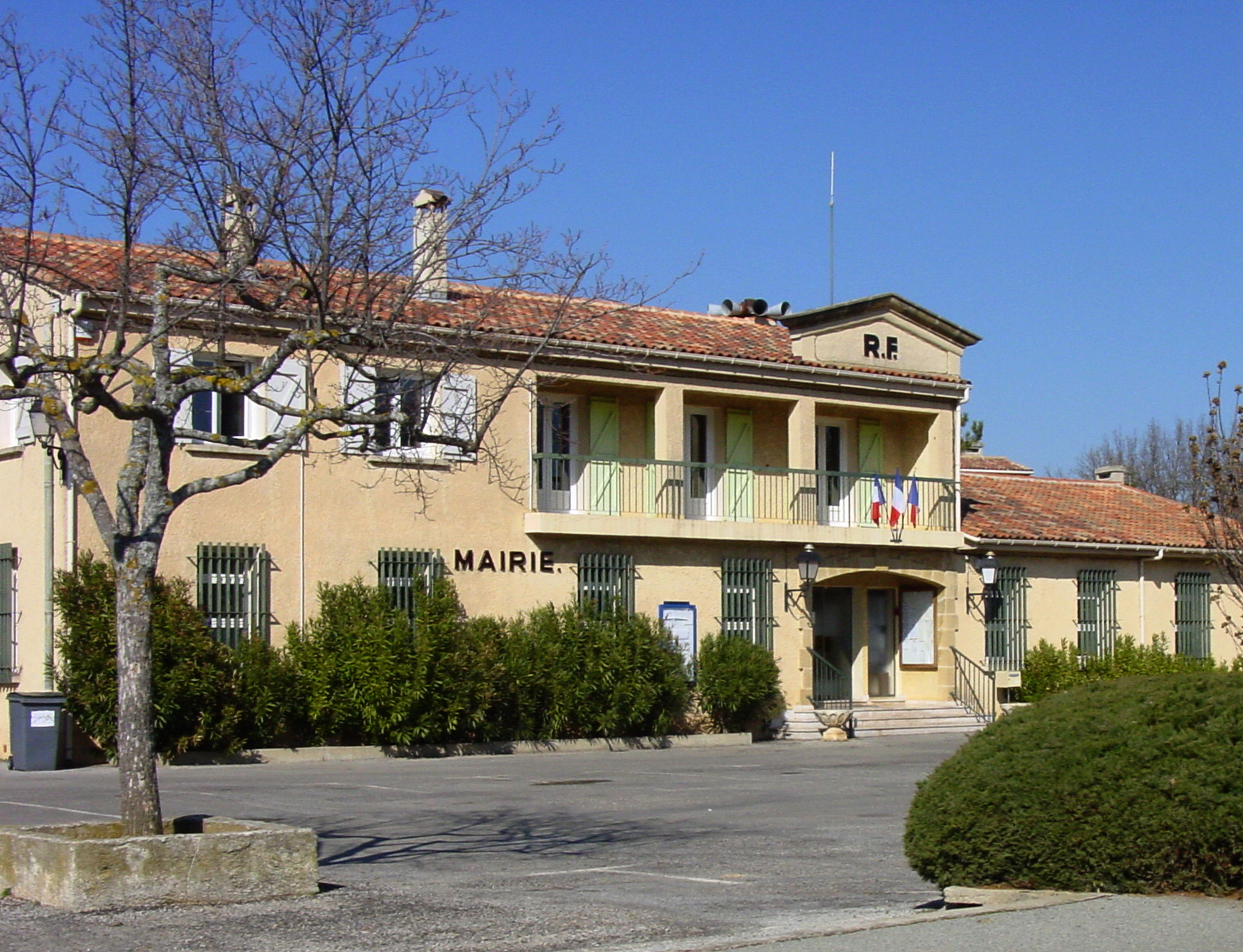
La mairie.

En 2019, le budget de la commune était constitué ainsi :
- total des produits de fonctionnement : 4 352 000 €, soit 960 € par habitant ;
- total des charges de fonctionnement : 3 506 000 €, soit 773 € par habitant ;
- total des ressources d'investissement : 2 037 000 €, soit 449 € par habitant ;
- total des emplois d'investissement : 1 577 000 €, soit 348 € par habitant ;
- endettement : 1 039 000 €, soit 229 € par habitant.

Avec les taux de fiscalité suivants :
- taxe d'habitation : 13,57 % ;
- taxe foncière sur les propriétés bâties : 26,02 % ;
- taxe foncière sur les propriétés non bâties : 50,03 % ;
- taxe additionnelle à la taxe foncière sur les propriétés non bâties : 0 % ;
- cotisation foncière des entreprises : 0 %.

Chiffres clés Revenus et pauvreté des ménages en 2018 : médiane en 2018 du revenu disponible, par unité de consommation : 24 260 €.

### Politique environnementale
La commune fait partie du nouveau parc naturel régional de la Sainte-Baume, créé par décret du 20 décembre 2017.

### Intercommunalité
Commune membre de la Communauté d'agglomération de la Provence Verte.

## Urbanisme

### Typologie
Au 1er janvier 2024, Nans-les-Pins est catégorisée bourg rural, selon la nouvelle grille communale de densité à sept niveaux définie par l'Insee en 2022.
Elle appartient à l'unité urbaine de Nans-les-Pins, une unité urbaine monocommunale constituant une ville isolée,. Par ailleurs la commune fait partie de l'aire d'attraction de Marseille - Aix-en-Provence, dont elle est une commune de la couronne,. Cette aire, qui regroupe 115 communes, est catégorisée dans les aires de 700 000 habitants ou plus (hors Paris),.

### Occupation des sols
L'occupation des sols de la commune, telle qu'elle ressort de la base de données européenne d’occupation biophysique des sols Corine Land Cover (CLC), est marquée par l'importance des forêts et milieux semi-naturels (73,7 % en 2018), en diminution par rapport à 1990 (75,5 %). La répartition détaillée en 2018 est la suivante : 
forêts (54 %), milieux à végétation arbustive et/ou herbacée (19,7 %), zones agricoles hétérogènes (10,4 %), zones urbanisées (8 %), cultures permanentes (4,8 %), espaces verts artificialisés, non agricoles (1,3 %), prairies (1 %), terres arables (0,8 %). L'évolution de l’occupation des sols de la commune et de ses infrastructures peut être observée sur les différentes représentations cartographiques du territoire : la carte de Cassini (XVIIIe siècle), la carte d'état-major (1820-1866) et les cartes ou photos aériennes de l'IGN pour la période actuelle (1950 à aujourd'hui).

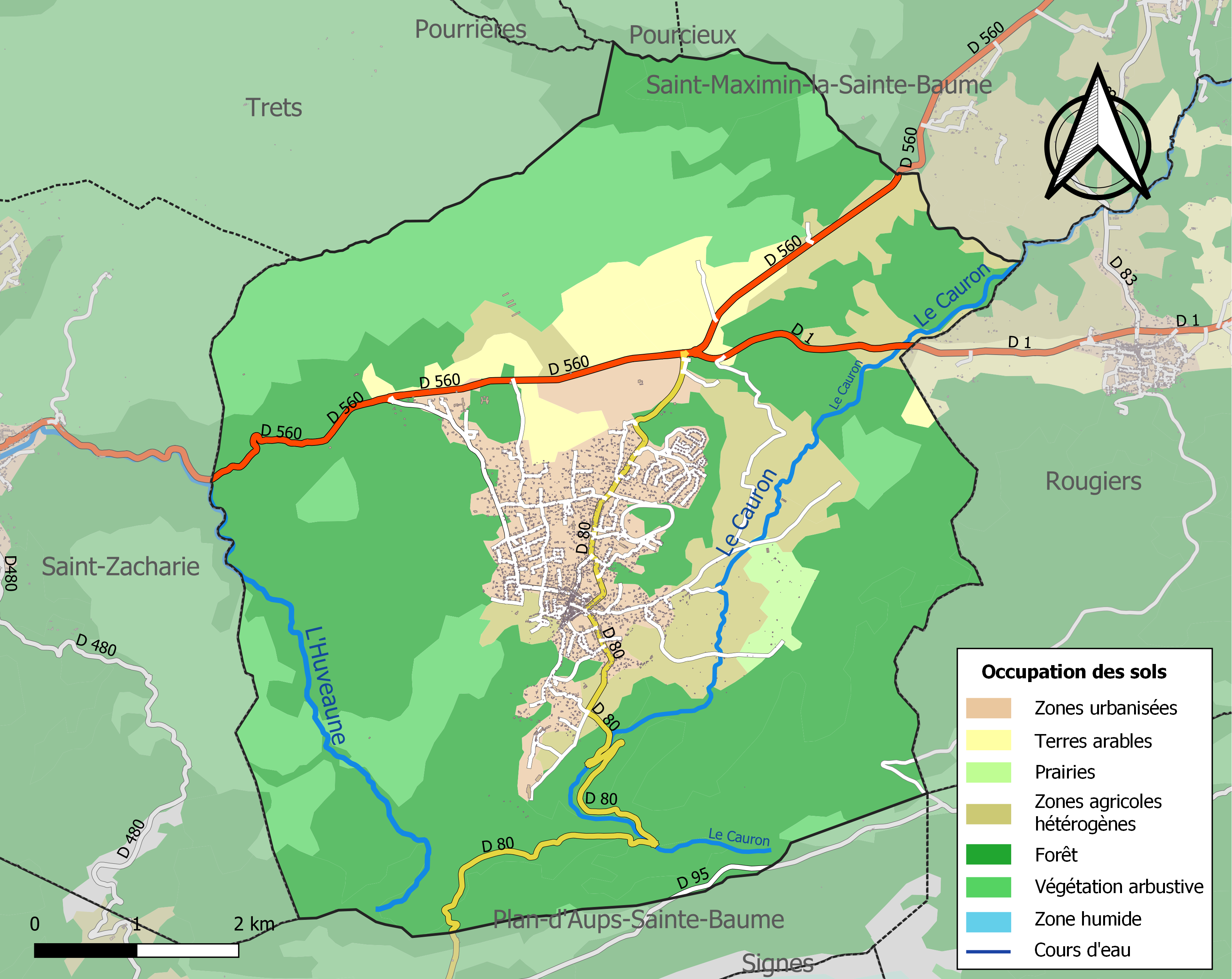
Carte des infrastructures et de l'occupation des sols de la commune en 2018 (CLC).

## Population et société

### Démographie

#### Évolution démographique
L'évolution du nombre d'habitants est connue à travers les recensements de la population effectués dans la commune depuis 1793. Pour les communes de moins de 10 000 habitants, une enquête de recensement portant sur toute la population est réalisée tous les cinq ans, les populations de référence des années intermédiaires étant quant à elles estimées par interpolation ou extrapolation. Pour la commune, le premier recensement exhaustif entrant dans le cadre du nouveau dispositif a été réalisé en 2008.

En 2022, la commune comptait 5 090 habitants, en évolution de +14,3 % par rapport à 2016 (Var : +4,98 %, France hors Mayotte : +2,11 %).
| 1793 | 1800 | 1806 | 1821  | 1831  | 1836  | 1841  | 1846  | 1851  |
| ---- | ---- | ---- | ----- | ----- | ----- | ----- | ----- | ----- |
| 838  | 861  | 936  | 1 012 | 1 052 | 1 080 | 1 111 | 1 135 | 1 132 |

| 1856  | 1861  | 1866  | 1872  | 1876  | 1881 | 1886 | 1891 | 1896 |
| ----- | ----- | ----- | ----- | ----- | ---- | ---- | ---- | ---- |
| 1 140 | 1 171 | 1 172 | 1 181 | 1 121 | 902  | 805  | 801  | 766  |

| 1901 | 1906 | 1911 | 1921 | 1926 | 1931 | 1936 | 1946 | 1954 |
| ---- | ---- | ---- | ---- | ---- | ---- | ---- | ---- | ---- |
| 806  | 750  | 684  | 785  | 711  | 682  | 689  | 633  | 778  |

| 1962 | 1968 | 1975 | 1982  | 1990  | 1999  | 2006  | 2008  | 2013  |
| ---- | ---- | ---- | ----- | ----- | ----- | ----- | ----- | ----- |
| 732  | 813  | 953  | 1 347 | 2 485 | 3 159 | 3 891 | 4 099 | 4 166 |

| 2018  | 2022  | - | - | - | - | - | - | - |
| ----- | ----- | - | - | - | - | - | - | - |
| 4 802 | 5 090 | - | - | - | - | - | - | - |

### Enseignement
Établissements d'enseignements :
- école maternelle ;
- école primaire ;
- collège à Saint-Zacharie ;
- lycées à Saint-Maximin-la-Sainte-Baume.

### Santé
Professionnels et établissements de santé :
- médecins à Nans-les-Pins[45], Saint-Zacharie ;
- pharmacies à Nans-les-Pins, Saint-Zacharie ;
- hôpitaux à Nans-les-Pins, Saint-Maximin-la-Sainte-Baume.

#### Para-hospitalier
Par sa situation privilégiée, dès les années 1920, un centre de rééducation respiratoire a été installé et créé par le docteur Lucien Parrel pneumologue. Servant à l'origine aux mineurs de la région souffrant de silicose, il a été fréquenté par des patients venant de la France entière. Mais il a fusionné avec un autre centre à la Destrousse, laissant le bâtiment d'origine abandonné. Il est d'ailleurs prévu d'y faire des logements.
Depuis, se sont ajoutés des maisons de retraites et des centres de longs-séjours médicalisés.

### Cultes
- Culte catholique, Paroisse Saint-Laurent de Nans-les-Pins[48], Diocèse de Fréjus-Toulon.

## Économie

### Tourisme
Station touristique depuis 1932, le village au cœur de la Provence Verte offre de nombreuses infrastructures aux visiteurs. Il y a un camping, deux établissements dont un Relais & Châteaux et chambres d'hôtes ainsi qu'un village clos de résidences secondaires. Plusieurs restaurants de tous types sont d'ailleurs implantés à Nans-les-Pins.

### Agriculture
Secteur en perte de vitesse, il s'agissait jusqu'au début du XXe siècle de production florale (roses). Actuellement il y a essentiellement de la vigne et quelques maraîchages de primeurs.
- Coopérative vinicole Les Vignerons de Nans-les-Pins, construite en 1913, inscrite à l'Inventaire général du patrimoine culturel[49] ;

### Commerces et services
En raison de sa double orientation résidentielle et touristique, le village offre tous les commerces, bureaux de poste, banque, garagistes, services aux personnes, coiffeurs, esthéticienne, fleuriste, etc.
Anciens gisements de bauxite et de lignite.

### Personnes liées à la commune
- Marie-Pierre Casey, comédienne
- Paul Crauchet (1920- 2012), acteur, y est décédé[50].
- Serge Tomao, ancien karatéka professionnel.

## Blason

D'or, à une croix de sable cantonnée de quatre roses de gueules.

## Lieux, monuments et personnalités
- Patrimoine religieux[52] :
  - Église paroissiale Saint-Laurent[53].
  - Peu visible mais bien audible, la cloche de bronze de l'église Saint-Sébastien-Saint-Laurent, accordée en ré dièse, a été fondue en 1670. La municipalité l'a fait inscrire sur la liste des Objets classés Monuments historiques en 1992[54].
  - La chapelle Notre-Dame-de-la-Miséricorde[55], construite en 1623, fortifiée, dédiée aux Pénitents blancs[56], au-dessus du village à sa sortie ouest[57] ;
  - L'Oratoire des Béguines, dit oratoire de Miette, construit en 1516[58], est inscrit sur l'inventaire supplémentaire des monuments historiques depuis le 3 juin 1938. Il se situe sur le Chemin des Roys en direction de la Sainte-Baume ; les bas-reliefs disparus des trois oratoires sur sept furent remplacés par d'autres plus modernes du sculpteur Olivier Pettit.
- Monuments commémoratifs :
  - Monuments aux morts[59],
  - Stèle en mémoire du sous-lieutenant Robert[60].
- Passage du GR9, qui relie Saint-Amour dans le Jura à Saint-Tropez ;
- Oppidum ligure sur la roche de Sainte-Croix ;
- Un sentier permet l'accès aux vestiges du village et du château du Vieux-Nans (bourg fortifié existant déjà en 780 et château féodal du XIIe siècle)[61]. Vue exceptionnelle à 360° sur le massif de la Sainte-Baume, le village de Nans et les alentours.
- Tumulus de Miette partiellement détruit lors de la construction de la route D80 menant à l'Hotellerie de la Sainte-Baume.

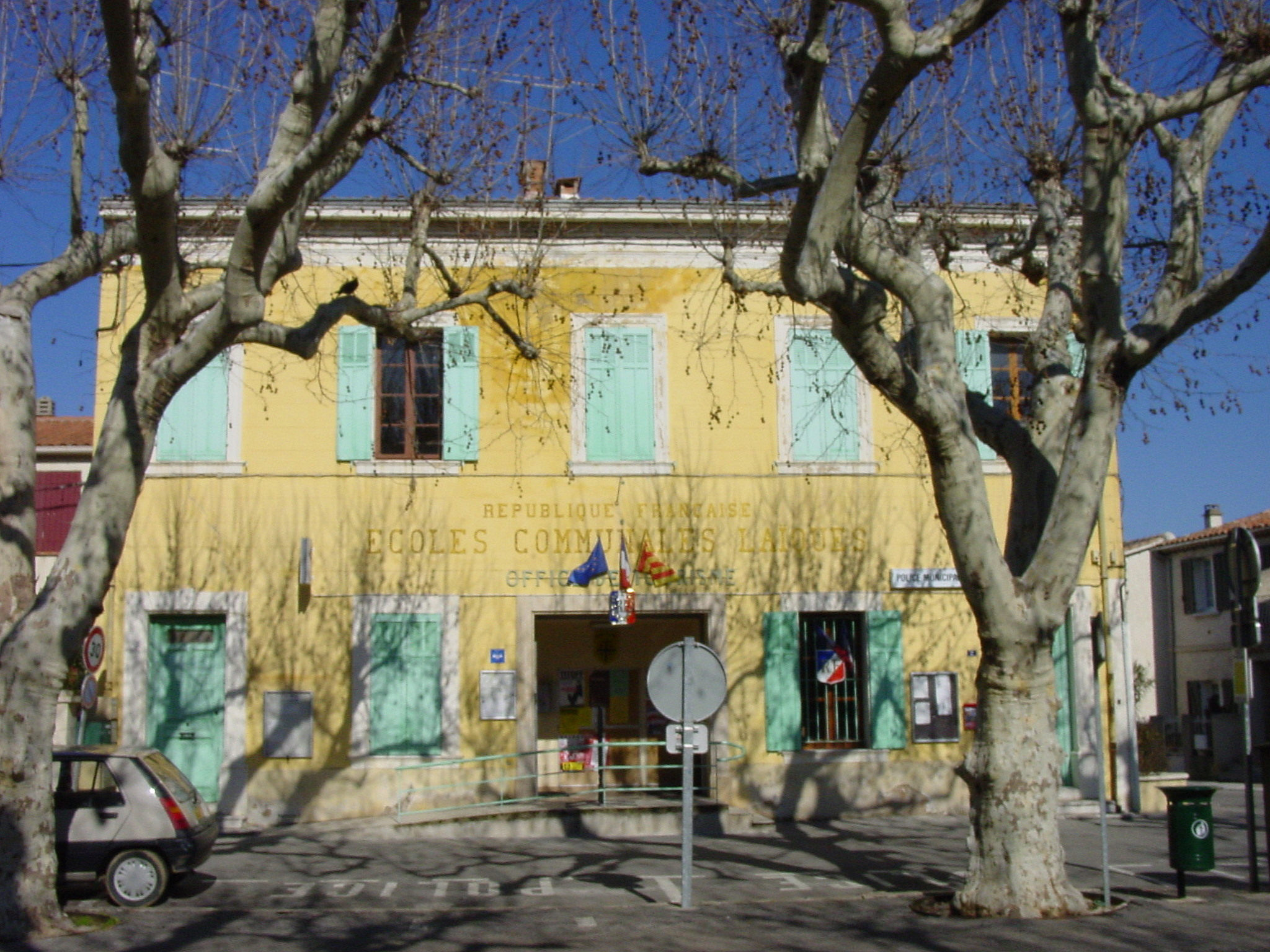
Ancienne école primaire.
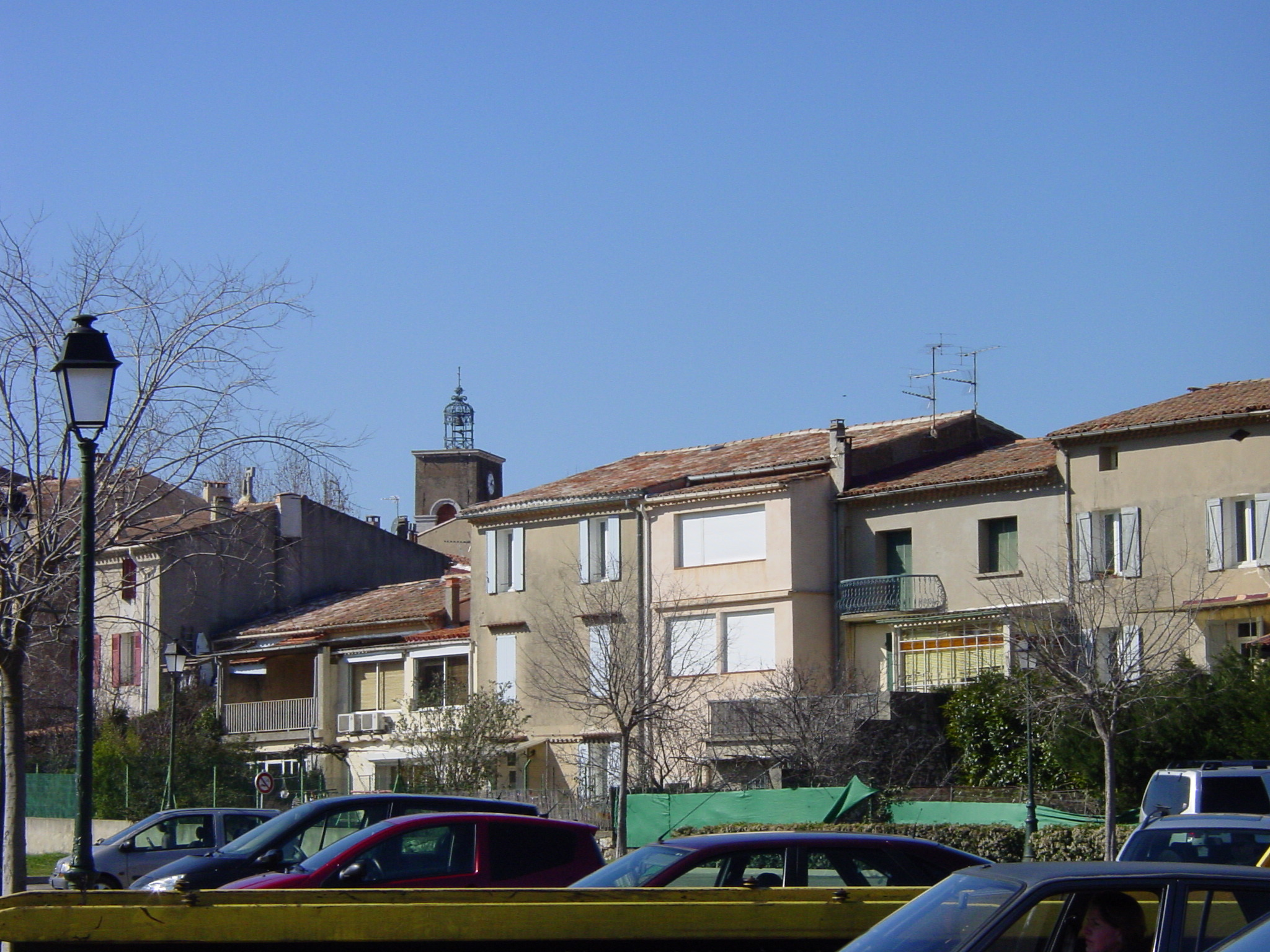
Campanile du village avec la cloche classée.
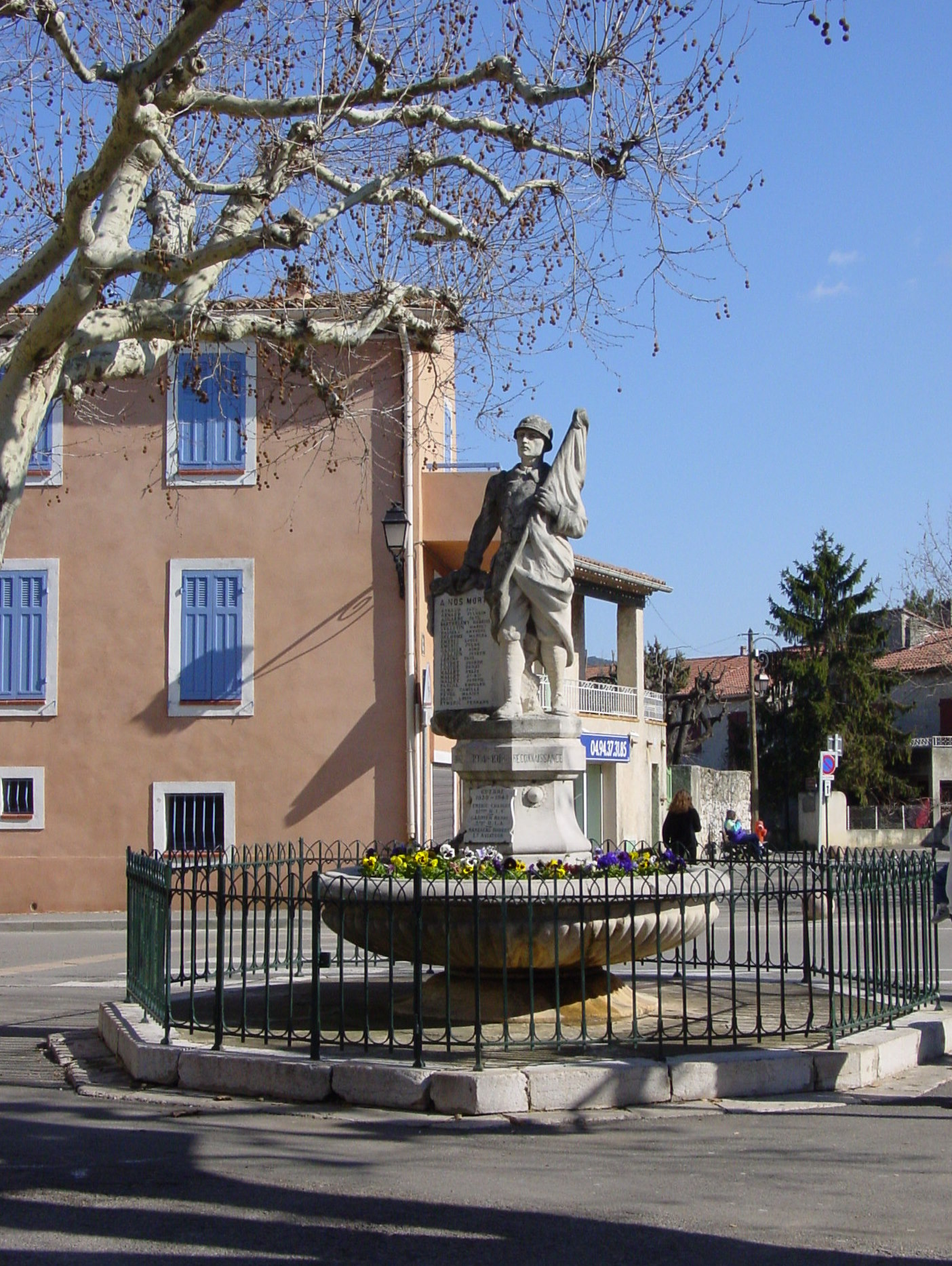
Au bout du cours, le monument.
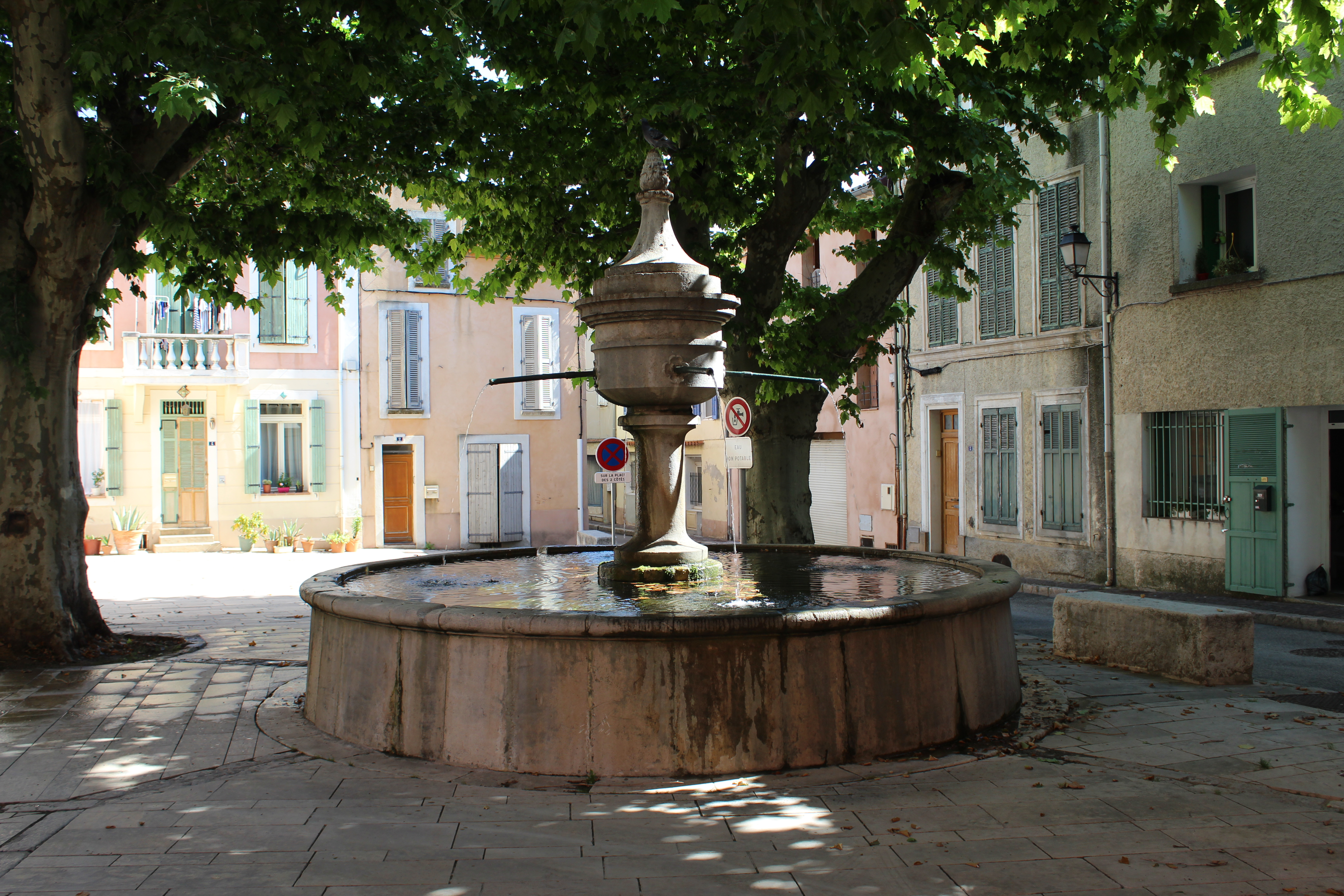
La fontaine de la place de Verdun.
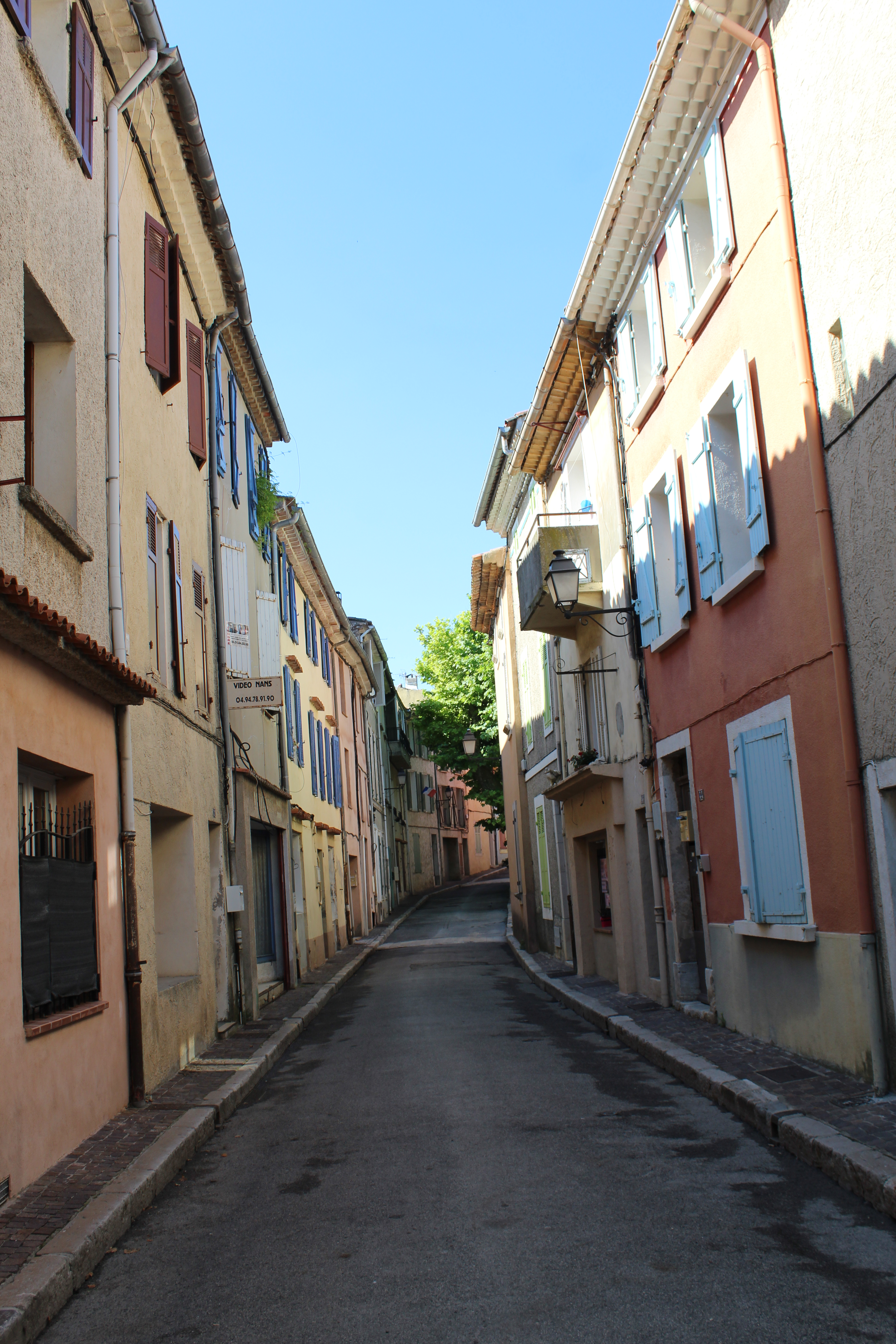
Ruelle de Nans-Les-Pins.

Le comédien Paul Crauchet y mourut.

## Sports
- Le club de football de la ville s'appelait jusqu'à la saison 2009-2010 le Football Club Nansais. À partir de la saison 2010/2011, le club fusionne avec celui de Saint-Zacharie, village voisin, pour devenir le Football Club Saint-Zacharie-Nans-les-Pins. Le club a repris son indépendance pour devenir le SCN Sporting Club Nansais.
- Golf 18 trous.
- Haras.
- Tennis Club Nans, 3 courts et club house.
- Le pongiste Fabien Lamirault triple champion paralympique habite Nans Les Pins.

## Jumelages
- Rabenau (Allemagne).